# Z Lupi
Z Lupi är en långsam irreguljär variabel av LB-typ i stjärnbilden Vargen.
Stjärnan har visuell magnitud +8,14 och varierar i amplitud med 0,39 magnituder och en period av 287,913391 dygn.